# 深代惇郎
深代 惇郎（ふかしろ じゅんろう、1929年4月19日 - 1975年12月17日）は、日本の新聞記者。

## 経歴
東京出身。海軍兵学校（78期）を経て、第一高等学校、東京大学法学部を卒業し、朝日新聞社に入社。同期には後の朝日放送社長・会長を務める柴田俊治、また後の論説委員・編集局顧問を務める辰濃和男がいた。社会部時代には、読売新聞社の本田靖春と、同じ警察担当記者として接点があった。
ロンドン、ニューヨーク各特派員。東京本社社会部次長、1968年論説委員（教育問題担当）を経て、1971年ヨーロッパ総局長（ロンドン）、1973年論説委員、同年2月15日から1975年11月1日に入院するまで「天声人語」の執筆を担当。日本のマスコミ史上、最高の知性派の一人と言われたが、46歳で急性骨髄性白血病で死去。

## 著書
- 『深代惇郎の天声人語』（朝日新聞社 1976年）のち文庫[4]
- 『続　深代惇郎の天声人語』（朝日新聞社 1977年）
- 『深代惇郎　エッセイ集』（朝日新聞社 1977年）
- 『深代惇郎の青春日記』（朝日新聞社 1978年）
- 『天声人語8』（朝日新聞社 1981年） - 深代惇郎分集成
- 『記者ふたり　世界の街角から』（朝日新聞社 1985年） - 柴田俊治と共著
- 『最後の深代惇郎の天声人語』（朝日新聞社 2016年）